# Draaby Kirke (Hornsherred)
 For alternative betydninger, se Draaby Kirke. (Se også artikler, som begynder med Draaby Kirke)
Draaby Kirke ligger i den nordlige udkant af landsbyen Over Dråby ca. 5 km V for Frederikssund (Region Hovedstaden).

## Bygningshistorie
Den ældste nuværende del af kirken er det romanske skib og kor, der blev bygget i 1100-tallet, hvor kirken først blev opført. Men der har muligvis været en trækirke før stenkirkens opførelse, da man har fundet en ældre grav under kirken. Skibet og koret er opført i rå og kløvede marksten.
I 1300-tallet kom de første gotiske ombygninger, da man erstattede de flade træloft med en gotisk krydshvælving. Derefter kom blev der bygget et sakristi i 1400-tallet, og kirken blev også forlænget 6 meter mod vest i samme århundrede.
Disse ombygninger har været før kalkmalerierne blev malet hen imod slutningen af 1400-tallet.
På et tidspunkt i tidsrummet 1625-1650 blev tårnet bygget. Indtil havde man et klokketårn af træ ude på kirkegården. Tårnet hviler på piller, der går ned i hvælvingen og kalkmalerierne i kirken, men på det tidspunkt var de overkalkede, og man kunne ikke se dem.
I 1721 blev der bygget en tilbygning i kirkens nordre side. Den blev opført af Frederik IV's bror, Prins Carl. Den blev bygget, så der var plads til flere kirkegængere, da det var under pietismen, og der var tvungen kirkegang.
Våbenhuset blev opført i perioden 1778-1779

## Inventar
Næsten alt af kirkens inventar er fra efter reformationen. Den eneste undtagelse er korbuekrucifikset, der stammer fra 1400-tallet. Altertavlen og prædikestolen er fra 1630, og kommer begge fra Hans Barchmanns værksted. Alterbordet er fra 1776 og døbefonten er fra 1830 eller 1831. 
Flere ting vidner om kirkens tætte forbindelse til Jægerspris og til de kongelige i området. I våbenhuset kan man se Grevinde Danners våben og valgsprog. Orglet er også skænket til kirken af hende, og blev indviet 1870 på Frederik VII's fødselsdag.

## Kalkmalerierne
Kalkmalerierne i kirken er lavet af Isefjordsværkstedet, der var aktiv i perioden 1456-1480.
Kalkmalerierne i det romanske skibs hvælvinger blev først afdækket af Jacob Kornerup i 1888, og i 1891 blev de restaureret. Der blev genrestaureret på skibets østlige hvælving og korbuen i 1926. Kirken gennemgik den sidste, store hovedrestaurering i 1972 af konservator, Olaf Hellvik.

### Koret

#### Østkappen
I koret ses skabelsen, syndefaldet og brodermordet - alle sammen fra det Gamle testamente. Fortællingen starter i østkappen, hvor man ser et billede af Gud, omgivet af engle med røgelseskar. Han holder en åben bog i hånden. Ved hans hoved er der to græske bogstaver - Alfa og Omega, hvilket symboliserer begyndelsen og enden.
Under Gud ses fugle og fisk. Over ham ses solen og månen.

#### Sydkappen
Adam og Eva skabes og indføres i Paradiset, hvor Gud velsigner ægteskabet og formaner Adam og Eva om Kundskabens træ.

#### Vestkappen
Syndefaldet. Slangen frister Eva. Bemærk at slangen er kronet og har et menneskeansigt - ondskaben findes i os alle, ikke mindst hos fyrster!
Adam og Eva spiser af kundskabens træ, og dækker sig med blade. Gud vender sig mod synderne.

#### Nordkappen
Uddrivelsen af Paradis. Keruben holder flammesværdet og driver Adam og Eva ud af Paradis.
Jordelivet skildres. Eva er klædt i kjortel og spinder på en stangrok og ten. Adam er klædt som en bonde og arbejder. Brodermordet kan knap nok ses, men man kan ane æselkæben, som Kain bruger til at dræbe sin bror.

### Korbuen
Under korbuen, eller triumfbuen, er der et billede af Apostlen Paulus med et sværd og en spændebibel og på den modsatte side en kvindeskikkelse, som muligvis er Den hellige Birgitta. Nedenunder hende er der et zigzagmærke, der måske er malerens signaturmærke. Der er også et indvielseskors her.

### Første hvælv

#### Sydkappen
Første hvælv gengiver Sankt Laurentius' martyrium. Historien starter fra sydkappen, og går derefter fra øst til vest. På sydkappen, i venstre side, ser man kejser Valerian forhøre pave Sixtus, og forsøge at overbevise ham til hylde hedenske afguder. Kejseren holder sværd og scepter og er iført en dyr frakke med opslidsede ærmer. Både paven og kejseren har tre kroner på hovedet. To knægte fører paven frem for kejseren.
Til højre for paven ses Sankt Laurentius med glorie og tonsurklippede hoved. Han var Sixtus' ærkedegn. Han holder en bog, som skal symbolisere at han har ansvaret for økonomien. I den anden hånd holder han et skriftbånd, hvor der på latin står: "Fader, hvor går du hen uden din søn? Hellige præst, hvor iler du hen uden din hjælper?" ("Qvo progrederis pater sine filio aut qvo sacerdos sancte ministro properans")
Til højre tortureres og halshugget Sixtus, da han ikke vil adlyde kejseren.

#### Vestkappen
Vestkappen gengiver fortælling om Hippolyt. Hippolyt var Laurentius' fangevogter, men han blev omvendt til kristendommen. Kejseren giver befaling til at henrette Hippolyt - han skal slæbes til døde efter en hest. Hippolyt holder sin hænder samlet i en bedestilling, som tegn på sin nyfundne tro. Over Hippolyt står der på et skriftbånd: "Den hellige Hippolyt" ("sanctus yppolitus"). I den østlige del ses Laurentius, der er i gang med uddele penge til de fattige. Laurentius holder en pose, og giver mønter til tiggere og krøblinger.

#### Nordkappen
Til venstre ses Laurentius med hans flok af fattige og syge. Han præsenterer dem for kejseren. Kejseren står med scepter og sværd. Han vælger at lade Laurentius torturere på grund af hans ulydighed. Til højre ses torturen, udført af to bødler med pisker, mens Laurentius står bundet til en søjle.

#### Østkappen
Laurentius martyrium. Kejseren har befalet at Laurentius skal steges på en rist, da han ikke vil ofre til guderne. Laurentius ligger bundet og afklædt til risten, mens bødler holder ham fast, og stikker ham med jernforke. Andre puster til flammerne med en blæsebælg og en vifte. I toppen af kappen ses Laurentius' sjæl, der føres til himmels af en engel.

### Anden hvælv

#### Sydkappen
Anden hvælv gengiver fortællingen om Jesu fødsel og de hellige tre kongers tilbedelse. Fortællingen starter i sydkappen, hvor ærkeenglen Gabriel træder frem for Jomfru Maria. Maria har to bøger ved sin side. Gabriel holder et skriftbånd med indgangshilsnens ord: "Vær hilset, du benådede, Herren er med dig" ("Ave graca plenum dominus tecum benedicta tu") . Maria svarer med et andet skriftbånd: "Se, jeg er Herrens tjenerinde, mig ske efter dit ord" ("Ecce ancilla domini fiat michi secundum verbum tuum"). Scenen foregår på et tæppe, hvilket indikerer at det er indendørs.

#### Vestkappen
Jesu fødsel. Jesus-barnet stråler i midten af kappen og løfter hånden til velsignelse. Jomfru Maria står ved siden af og tilbeder ham. Manden til venstre for Jomfru Maria er Josef, som er uden for stalden - han er portrætteret som gammel. De befinder sig i en stald - man kan se oksen og æslet æde af krybben. I baggrunden kan man se Bethlehems huse.
Til højre ses to hyrder, der spiller på skalmeje og sækkepibe. En kvinde sidder og spinder, og to bukke leger. En engel svæver over dem med teksten: "Ære være Gud i det højeste" ("Gloria in excelsis deo")

#### Nordkappen
De hellige tre konger er på vej til Betlehem. De er fornemme herrer med kostbart tøj, og de har glorier rundt om hovederne. Hestene og hestenes udstyr indikerer igen at det er konger, der er tale om. Kongerne holder en gave i deres hænder, og Bethlehemsstjernen lyser over dem.

#### Østkappen
De hellige tre konger tilbeder Jesus. Forrest knæler Balthasar og rækker skrinet med guld ud til Jesusbarnet. Kongen i midten, Caspar, holder et stort horn med myrra og peger mod stjernen. Melchior står bagerst med et røgelseskar. Længst mod højre ses Josef, der holder på et rejseskrin som skal opbevare gaverne.

### Tredje hvælv

#### Nordkappen
Hvælvet beskriver Jesu lidelseshistorie og vestkappen beskriver Dommedag. Denne gang starter historien fra Nordkappen. Her ses bønnen i Getsemene. Jesus står knælende foran en kalk og beder. Man kan se en af apostlene sove i baggrunden. På det delvist ødelagte skriftbånd står: "Fader, er det muligt, så lad denne kalk gå mig forbi" ("Pater si possibile est....) . Øverst ses Gud Fader. Han er gammel og langskægget, og han velsigner sin søn.
Til højre ses tilfangetagelsen. Jesus tilfangetages af knægte med hellebarder og køller, og Judas kysser ham. Bag Jesus ses disciplen Peter, som netop har hugget ypperstepræstens øre af. Ypperstepræsten, Malchus, synker sammen, men Jesus heler hans øre ved håndspålæggelse. Jerusalem by ses i baggrunden.
Derefter ses Kristus foran Pilatus. Pilatus sidder på en tronstol og er iført fornem dragt. Han vasker sine hænder, mens Jesus står bundet. Skriftbåndet fra Pilatus siger: "Jeg er uskyldig i dennes blod, det bliver jeres sag"("Innocens ego sum a sanguine iusti huius, vos videritis"). Jesus piskes nøgen, mens han er bundet til en pæl.

#### Østkappen
Korsfæstelsen er hovedmotivet, men tornekroningen ses også. To mænd står rundt om Jesus, der sider på en stol. Tornekronen presses ned over ham, mens blodet flyder ned på hans ansigt. Man ser også Simon af Kyrene bære Jesu' kors - det er et T-kors. Jesus er naglet fast til korset, og nederst står INRI på skriftbåndet. Blodet strømmer ud af hans krop. På højre side af korsfæstelsen ses Jomfru Maria bedende, og til venstre ses evangelisten Johannes. På hver side af Jesus ses to mindre T-kors til røverne.

#### Sydkappen
Gravlæggelsen. Tre mænd lægger Jesu afsjælede legeme ned i et sarkofag. De to for enden af sarkofagen kan ikke genkendes, men personen ved Jesu hoved er Josef af Arimatæa, som afbildes med tveskæg og spids hue. I baggrunden kan man se Golgata, og de to røvere, der stadig er naglet til korsene.
Man kan også se Jesus træde op fra sarkofagen med sejrsfanen i sin hånd. Han står foran Helvedesgabet, og trækker Adam op fra det.

#### Vestkappen
I midten ses Jesus som Guds søn. Han sidder som verdensdommeren på regnbuen med fødderne på jordkloden. Nådens lilje og straffens sværd udgår fra hans hoved. På skriftbånd står der: "Kom hid, min faders velsignede" ("Venite benedicti patris mei") og "Gå bort fra mig I forbandede til den evige ild" ("Ite maledicti in ignem eternum"). Og på hver side ses de frelste og de fordømte.
Man kan se Maria, der fremviser det bryst, sønnen har diet og Johannes Døberen i kamelhårsdragt. Øverst svæver fire basunblæsende engle, som opvækker menneskene fra alle fire verdenshjørner. På skriftbåndet står der: "Stå op I døde, kom til Guds dom" ("Surgite mortui venite ad iudicium dei")
De genopvækkede døde repræsenterer alle samfundslag - der er en biskop, en konge, en gammel mand, en yngling og en jomfru. De opstandne ses ved Kristi højre side foran det himmelske Jerusalem, hvor de modtages af Skt. Peter, der står med himmerigets nøgler. På venstre side ses de fortabte, der transporteres ind i et ildsprudende helvedesgab. En konge ses bl.a. også på vej til helvede.

### Andre kalkmalerier
På nordvæggen under vinduet ses en løve og, muligvis, en leopard gå til angreb på et menneske. Det er svært at tolke denne scene.
Over døren til våbenhuset ses et lykkehjul i slem tilstand. Lykkehjulet var et memento mori - det skulle huske kirkegængerne på, at forfængelighed og rigdom er kortvarigt.

## Kalkmalerier
- Hippolyt
- Eva og Slangen
- Paulus
- Maria ved Jesu' fødsel

## Eksterne kilder og henvisninger
- Draaby Kirke Arkiveret 19. september 2015 hos  Wayback Machine på KortTilKirken.dk
- Dråby Kirke Arkiveret 17. oktober 2014 hos  Wayback Machine hos danmarkskirker.natmus.dk (Danmarks Kirker, Nationalmuseet)
- Poul Herskind, "Draaby Kirke - Tro og legende i Middelalderen", 2002
- https://www.skovenkirke.dk/kirker-kirkegaarde/draaby-kirke